# Sport i Wales
De populäraste publiksporterna i Wales är rugby och fotboll. Som övriga riksdelar i Storbritannien har Wales egen representation i fotboll (exempelvis i fotbolls-VM), rugby (Rugby World Cup) och i Samväldesspelen. I cricket heter laget som de ingår i England and Wales cricket team och i Olympiska spelen liksom i andra sammanhang tävlar walesarna med Storbritannien. 

## Idrottsarenor
Millennium Stadium i Cardiff, med en kapacitet på upp till 74.500 personer, är landets nationalarena. Där spelar Wales herrlandslag i rugby union och Wales herrlandslag i fotboll sina hemmamatcher.